# Plague (film, 1978)
Pour les articles homonymes, voir Plague.
Pour plus de détails, voir Fiche technique et Distribution.
Plague est un film réalisé par Ed Hunt sorti en 1978 produit par Holly Dale, ayant participé au Festival international du film fantastique d'Avoriaz 1979.

## Synopsis
Un assistant de laboratoire crée une bactérie tueuse qui la tue et commence à infecter la ville.

## Fiche technique
- Titre : Plague
- Réalisation : Ed Hunt
- Scénario : Ed Hunt et Barry Pearson
- Musique : Eric Robertson (en)
- Photographie : Mark Irwin
- Montage : Ron Wisman
- Production : Ed Hunt et Barry Pearson
- Société de production : Harmony Ridge Holdings
- Pays :  Canada
- Genre : Drame, thriller et science-fiction
- Durée : 88 minutes
- Dates de sortie : 
  -  États-Unis : 26 janvier 1979

## Distribution
- Daniel Pilon : Dr Bill Fuller
- Kate Reid : Dr. Jessica Morgan
- Céline Lomez : Margo Simar
- Michael J. Reynolds : Dr. Dave McKay
- Brenda Donohue : Celia Graham
- Jonah Royston : Saunders
- Barbara Gordon : Joan Fuller
- Trevor Rose : Roger
- Renata Bosacki : Jill
- Joseph Golland : Dr. Liebowitz